# José Figueroa Alcorta
José Figueroa Alcorta (ur. 20 listopada 1860, zm. 27 grudnia 1931) – argentyński polityk i adwokat, od 1886 do 1890 minister skarbu, od 12 października 1904 do 12 marca 1906 wiceprezydent Argentyny z ramienia Partii Narodowo-Autonomicznej w rządzie Manuela Quintany, 16. prezydent kraju od 12 marca 1906 do 12 października 1910; wolnomularz.